# Eberhard I. (Württemberg, Graf)

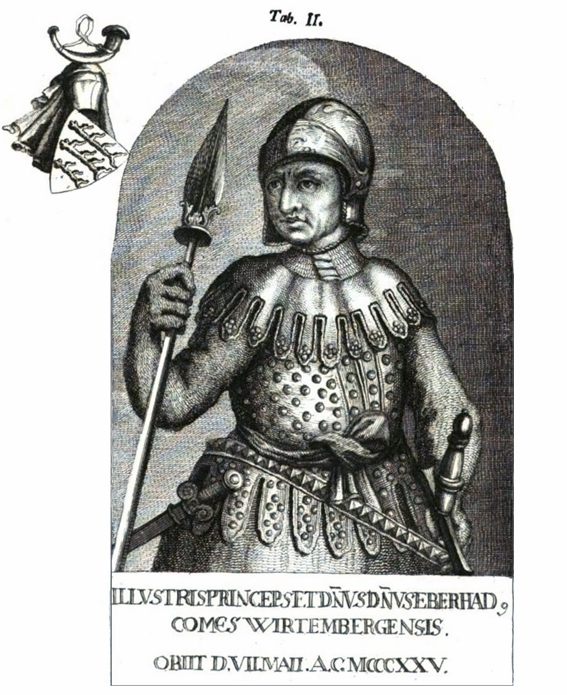
Graf Eberhard I. von Württemberg (Kupferstich 1767)

Eberhard I., genannt der Erlauchte (* 13. März 1265 in Stuttgart; † 5. Juni 1325 ebenda), war von 1279 bis 1325 Graf von Württemberg. Er musste einen langjährigen Territorialkonflikt mit dem Reich durchstehen.

## Leben und politisches Wirken
Nach dem Tod seines Vaters Ulrich I. († 1265) trat Eberhards Halbbruder und Vorgänger Ulrich II. sein Amt im Alter von etwa elf Jahren an und unterstand vorläufig der Vormundschaft des Württemberger Grafen Hartmann I. von Grüningen. Ulrich starb bereits 1279, Eberhards Vormund Hartmann im Oktober 1280, so dass der 14-jährige Eberhard möglicherweise schon ab diesem Zeitpunkt die uneingeschränkte Herrschaft über die Grafschaft Württemberg ausüben konnte.
Seine Regierung war gekennzeichnet durch eine fast ununterbrochene Reihe von Kriegen und Fehden, von ständigem Wechsel der Parteinahme mit dem einen Ziel, jeder Macht entgegenzutreten, die dem werdenden württembergischen Territorium gefährlich werden konnte.
Die Wahl Rudolfs von Habsburg zum König des Heiligen Römischen Reiches 1273 hatte zur Folge, dass die territorialen Erweiterungen Ulrichs I., die durch den Gegenkönig Heinrich Raspe legitimiert worden waren, ans Reich zurückfallen sollten. Rudolf errichtete Reichslandvogteien zur Verwaltung der zurückgeforderten Reichsterritorien. Die Landvogtei Niederschwaben übertrug Rudolf seinem Schwager Albrecht von Hohenberg. Rudolf hatte das Ziel, das nach der Hinrichtung des letzten Staufers Konradin 1268 ohne Herrscher bestehende Herzogtum Schwaben wiedereinzurichten und ernannte seinen minderjährigen Sohn Rudolf zum Herzog. Eberhard leistete gegen diese Maßnahmen Widerstand und es kam zum offenen Krieg mit den Habsburgern. 1286 belagerte Rudolf Stuttgart und schleifte seine Mauern, 1287 übernahm oder zerstörte er alle festen Plätze in der Umgebung von Stuttgart, darunter die Altenburg, die Burg Berg, die Wasserburg Berg, die Burgen Brie, Niederhofen, Stein und die Burg Uffkirchen. Eberhard unterlag militärisch, konnte jedoch sein Land behaupten.
Rudolfs Nachfolger Adolf von Nassau verfolgte in Schwaben zwar keine Hausmachtinteressen, stärkte jedoch die schwäbischen Reichsstädte, was Eberhard und anderen Grafen missfiel. Nach Adolfs Sturz 1298 sicherte Eberhard dessen Nachfolger König Albrecht I., dem ältesten Sohn Rudolfs von Habsburg, seine Unterstützung zu. Albrecht übertrug ihm im Gegenzug die Landvogtei Niederschwaben. Eberhard nutzte diese zur Sicherung seiner territorialen Ansprüche.
Auch mit Albrecht, für den er Kriege gegen Pfalzgraf Rudolf und König Wenzel von Böhmen führte, kam es zum Bruch, als sie in ihrer beiderseitigen Erwerbspolitik in Schwaben aufeinanderstießen. Ab 1305 unterstützte Eberhard die böhmischen Stände in ihrem Kampf gegen Albrecht und seinen Nachfolger Kaiser Heinrich VII. 1309 wurde Eberhard wegen seiner eigennützigen Amtsführung als Landvogt angeklagt, 1310 verhängte Heinrich die Reichsacht über ihn.
Der Kaiser unterstützte nun die schwäbischen Reichsstädte in ihrer Auseinandersetzung mit dem Grafen Eberhard von Württemberg, unter dessen aggressiver Territorialpolitik sie litten. Heinrich beauftragte den neuen Reichslandvogt, Konrad IV. von Weinsberg, als Heerführer der schwäbischen Reichsstädte und einiger Adliger, zur Kriegsführung gegen Eberhard, um diesen als Hauptgegner seiner böhmischen Hausmachtspolitik auszuschalten.
Im Frühjahr 1311 begann der Reichskrieg. Der Graf verlor sein ganzes Land, Stuttgart und die Mehrzahl seiner anderen Städte gerieten in Abhängigkeit von der Reichsstadt Esslingen. Nur der Tod Heinrichs VII. am 24. August 1313 und die politische Situation nach der Königswahl 1314 mit Ludwig IV. als König und Friedrich dem Schönen als Gegenkönig verhinderten die Niederlage Württembergs. Eberhard taktierte danach geschickt zwischen König und Gegenkönig, so dass er die territorialen Verluste nicht nur ausgleichen, sondern auch weitere Gebiete hinzugewinnen konnte. Seine Beteiligung am Krieg in Böhmen brachte ihm zusätzliche Finanzmittel ein, die er nutzte, um Ländereien und Städte von verarmenden Adelsgeschlechtern (z. B. den Pfalzgrafen von Tübingen) in Schwaben zu erwerben.
Eberhard I. machte Stuttgart zum Herrschaftsmittelpunkt, wo er auch in der Stiftskirche begraben liegt.

## Verwandtschaftliche Einordnung
Eberhard war der Sohn Graf Ulrichs I. von Württemberg, der wenige Wochen vor seiner Geburt verstarb. Seine Mutter war Agnes von Schlesien-Liegnitz, die vermutlich bei seiner Geburt starb, manche Quellen sprechen von Kaiserschnitt.
Eberhard war dreimal verheiratet, wobei Unsicherheit über die Identität der ersten Gattin besteht. Eine schon von Crusius vertretene Vermutung lautet auf Adelheid von Werdenberg(-Heiligenberg) mit Sitz in Sigmaringen. Andere Thesen vertraten die Meinung, dass es sich um eine von Hohenberg handeln könnte, was aber wohl auf einer Verwechslung mit Mechthild von Hohenberg beruht, der Gattin seines Sohnes Ulrich. Eine weitere Vermutung geht in Richtung des Hauses Teck. Der Erwerb Sigmaringens durch Eberhards Sohn Ulrich III. im Jahr 1325 und die Ehe dessen Schwester Agnes mit Heinrich von Werdenberg aus der Nebenlinie Werdenberg-Sargans-Trochtelfingen sprechen ebenfalls für enge Verbindungen mit diesem Hause. In zweiter Ehe war er mit Margarethe von Lothringen verheiratet, einer Tochter Herzog Friedrichs III. von Lothringen. Nach deren Tod heiratete er am 21. Juni 1296 die Markgräfin Irmengard von Baden, eine Tochter des Markgrafen Rudolf I. von Baden.
Aus erster Ehe hatte Eberhard einen Sohn und eine Tochter:
- Ulrich (* nach 1285; † 1315) ⚭ 1291 Mechthild von Hohenberg (* 1283; † 26. April vor 1316), Tochter von Albrecht II., Graf von Hohenberg († 1298)
- Agnes (* vor 1300; † vor 1349), Gräfin von Werdenberg ⚭ Heinrich III. Graf von Werdenberg-Albeck

Aus der Ehe mit Margarethe von Lothringen († 1296) hatte Eberhard einen Sohn, der schließlich seine Nachfolge antrat:
- Ulrich III. (* zwischen 1291 und 1296, † 11. Juli 1344)[4]

Aus der Ehe mit Irmengard von Baden hatte Eberhard vermutlich drei Töchter:
- Agnes, Gräfin von Oettingen (* um 1295; † 1317) ⚭ Ludwig VI von Oettingen (* 1288; † 1346)
  - Irmengard von Oettingen (1310–1389)
- Adelheid Mechthild (* zwischen 1295 und 1300; † 13. September 1342) ⚭ Kraft II. von Hohenlohe († 3. Mai 1344)
- Irmengard (* nach 1300; † 1329), Gräfin von Hohenberg

Ferner war der Kleriker Ulrich von Württemberg († 1348), auch genannt Ulrich der Kirchherr oder Ulrich von Höfingen, ein unehelicher Sohn Eberhards.